# Choriolaus nigripennis
Choriolaus nigripennis är en skalbaggsart som beskrevs av Giesbert och James E. Wappes 2000. Choriolaus nigripennis ingår i släktet Choriolaus och familjen långhorningar.
Artens utbredningsområde är Guatemala. Inga underarter finns listade i Catalogue of Life.